# Soahkesullut
Soahkesullut is een eiland in het Zweedse meer Torneträsk.  Het heeft geen oeververbinding en het is onbebouwd. Het eiland heeft een oppervlakte van ongeveer 8 hectare. Het ligt in de noordoostpunt van het meer.